# Liv Marit Tokle
Liv Marit Tokle (1 de fevereiro de 1942 - 19 de junho de 1993) foi uma política norueguesa do Partido Trabalhista.
Ela serviu como vice-representante no Parlamento da Noruega por Hedmark durante os mandatos 1985-1989 e 1989-1993. No total, reuniu-se durante 14 dias de sessão parlamentar. Ela foi vice-presidente de Hamar e foi fundamental na preparação da cidade para os Jogos Olímpicos de Inverno de 1994. Ela presidiu à sociedade limitada responsável pelas instalações olímpicas de Hamar, Hamar Olympiske Anlegg. Menos de um ano antes dos Jogos Olímpicos Tokle faleceu aos 51 anos com cancro.